# Petróleo crudo dulce
El petróleo crudo dulce es un tipo de petróleo que se le llama así, si contiene menos del 0,5 % de azufre, en comparación con un mayor nivel de azufre en el petróleo crudo agrio. El petróleo crudo dulce contiene pequeñas cantidades de sulfuro de hidrógeno y dióxido de carbono. Un bajo contenido de azufre en el petróleo crudo es procesado comúnmente para hacer gasolina, y tiene una gran demanda, especialmente en las naciones industrializadas. El petróleo crudo dulce es el tipo de petróleo más buscado después de la versión de petróleo crudo convencional ya que contiene una cantidad desproporcionada de fracciones que se utilizan para procesar la gasolina, el queroseno y el gasóleo de alta calidad. El término "dulce" se originó por el bajo nivel de azufre que proporciona al aceite con un suave sabor dulce y agradable olor. En el siglo XIX, los prospectores de sabor y olor probaban en pequeñas cantidades el petróleo para determinar su calidad.